# Оттава Фьюри
«Отта́ва Фью́ри» (англ. Ottawa Fury FC) — бывший канадский профессиональный футбольный клуб из города Оттава, провинции Онтарио. Выступал в Североамериканской футбольной лиге и Чемпионшипе ЮСЛ, вторых по уровню футбольных лигах США и Канады.

## История
В конце 2004 года владельцы женского футбольного клуба «Оттава Фьюри» сформировали одноимённый мужской футбольный клуб и получили право на его участие в Premier Development League (PDL), входящей в Объединённые футбольные лиги. Сезон 2005 года в Северо-восточном дивизионе стал первым для мужской команды «Оттава Фьюри», которую возглавил тренер Колин Маккёрди. За последующие годы команда постепенно выбилась в лидеры дивизиона: в первый раз она стала чемпионом дивизиона в 2009 году под руководством Стивена О’Кейна, не проиграв за сезон ни одного матча в основное время (12 побед и 4 поражения в овертайме и по пенальти). В 2010 году новый тренер команды, бывший нападающий сборной Канады Карл Валентайн, привёл её ко второй подряд победе в дивизионе и в финал конференции. В третий раз команда победила в Северо-восточном дивизионе в 2012 году, снова с О’Кейном, и затем вторично вышла в финал Восточной конференции PDL. Через год оттавская команда повторила этот результат в третий раз за четыре года.
Профессиональный период в истории клуба начался 20 июня 2011 года, когда Североамериканская футбольная лига объявила о присуждении новой франшизы инвесторам из Оттавы, которые приступили к созданию команды. 26 февраля 2013 года руководство клуба заявило, что после рассмотрения свыше 4 000 предложений официальным названием клуба стало Ottawa Fury FC (англ. fury — «ярость»). 23 мая 2013 года был назван первый главный тренер клуба — Марк Дос Сантос, уроженец Монреаля, в прошлом тренер «Монреаль Импакт». 26 мая 2013 года клуб представил новый логотип. Пламя на эмблеме стало символом клуба.
15 сентября 2015 года было объявлено об уходе Дос Сантоса из «Оттавы Фьюри» по окончании сезона. В сезоне 2015 клуб одержал победу в осеннем чемпионате и вышел в Соккер Боул, где уступил «Нью-Йорк Космос» со счётом 3:2. 20 ноября 2015 года новым главным тренером «Оттавы Фьюри» был назначен Пол Далглиш.
25 октября 2016 года было объявлено о переходе «Оттавы Фьюри» со следующего сезона в United Soccer League. 9 декабря 2016 года клуб MLS «Монреаль Импакт» объявил о заключении соглашения об аффилиации с «Оттавой Фьюри», в связи с чем распустил свой фарм-клуб в USL — «Монреаль».
15 августа 2017 года Далглиш покинул «Оттаву Фьюри» по взаимному согласию сторон, временно исполнять обязанности главного тренера было поручено Джулиану де Гузману. 21 декабря 2017 года было объявлено о назначении на пост главного тренера клуба Николы Поповича, де Гузман остался в клубе в качестве генерального менеджера.
После того как был анонсирован запуск Канадской премьер-лиги в 2019 году, 12 декабря 2018 года Канадская футбольная ассоциация (CSA) получила письмо от КОНКАКАФ, в котором говорилось, что санкция на участие «Оттавы Фьюри» в Чемпионшипе ЮСЛ сезона 2019 будет аннулирована, несмотря на то, что клуб получил одобрение как от CSA, так и от Федерации футбола США (USSF). 19 декабря 2018 года Ottawa Sports and Entertainment Group подал заявление в Спортивный арбитражный суд, пытаясь восстановить санкцию на участие «Оттавы Фьюри» в Чемпионшипе ЮСЛ. 21 декабря 2018 года клуб сообщил, что ему будет разрешено продолжить выступления в Чемпионшипе ЮСЛ в сезоне 2019.
В сезоне 2019 клуб впервые с момента присоединения к ЮСЛ вышел в плей-офф, но не смог преодолеть предварительный раунд, уступив «Чарлстон Бэттери» в серии послематчевых пенальти. 30 октября 2019 года клуб объявил о решении не продлевать контракт с главным тренером Николой Поповичем.
8 ноября 2019 года клуб «Оттава Фьюри» объявил о том, что он не получил санкцию на участие в Чемпионшипе ЮСЛ в сезоне 2020 и приостанавливают свою деятельность. Команда получила санкцию от CSA, но не от USSF и КОНКАКАФ. 11 декабря 2019 года «Оттава Фьюри» объявила о продаже прав на франшизу группе владельцев ФК «Майами», который примет участие в Чемпионшипе ЮСЛ в сезоне 2020.

## Стадион
Домашним полем клуба являлся 24-тысячный «Ти-ди Плэйс Стэдиум». В первой половине 2014 года стадион находился на реконструкции, и матчи сезона Весна 2014 «Оттава Фьюри» временно проводила на стадионе «Кит Харрис Стэдиум» Карлтонского университета.

## Список тренеров
- Марк Дос Сантос (май 2013 — ноябрь 2015)
- Пол Далглиш (ноябрь 2015 — август 2017)
- Джулиан де Гузман (август — декабрь 2017, и. о.)
- Никола Попович (декабрь 2017 — октябрь 2019)

## Достижения
- Североамериканская футбольная лига
  - Победитель осеннего чемпионата: 2015

## Статистика
| Сезон | Лига | Регулярный сезон | Регулярный сезон | Регулярный сезон | Регулярный сезон | Регулярный сезон | Регулярный сезон | Регулярный сезон | Регулярный сезон | Плей-офф              | Первенство Канады     | Посещаемость матчей | Лучший бомбардир              | Голов |
| Сезон | Лига | И                | В                | Н                | П                | ГЗ               | ГП               | О                | Место            | Плей-офф              | Первенство Канады     | Посещаемость матчей | Лучший бомбардир              | Голов |
| ----- | ---- | ---------------- | ---------------- | ---------------- | ---------------- | ---------------- | ---------------- | ---------------- | ---------------- | --------------------- | --------------------- | ------------------- | ----------------------------- | ----- |
| 2014  | NASL | 27               | 7                | 6                | 14               | 34               | 38               | 27               | 8-е              | не вышел              | предварительный раунд | 4 492               | Оливер                        | 7     |
| 2015  | NASL | 30               | 15               | 11               | 4                | 42               | 23               | 56               | 2-е              | финалист              | предварительный раунд | 5 164               | Том Хайнеманн                 | 8     |
| 2016  | NASL | 32               | 7                | 10               | 15               | 32               | 40               | 31               | 10-е             | не вышел              | полуфинал             | 5 482               | Карл Хоуорт                   | 7     |
| 2017  | USL  | 32               | 8                | 14               | 10               | 42               | 41               | 38               | 10-е             | не вышел              | полуфинал             | 5 365               | Стиван Душ Сантуш             | 10    |
| 2018  | USL  | 34               | 13               | 6                | 15               | 31               | 43               | 45               | 10-е             | не вышел              | полуфинал             | 4 752               | Стиван Душ Сантуш Тони Тейлор | 5     |
| 2019  | USLC | 34               | 14               | 10               | 10               | 50               | 43               | 52               | 8-е              | предварительный раунд | полуфинал             | 4 555               | Валь Фалль Карл Хоуорт        | 10    |